# Angela Alvarado
Angela Alvarado (* 20. Jahrhundert in Ponce, Puerto Rico) ist eine US-amerikanische Filmschauspielerin.

## Leben
Angela Alvarado ist in Puerto Rico geboren und aufgewachsen. Sie zog mit ihren Eltern in die Bronx, New York City und wurde zunächst als Model tätig. Mitte der 1980er Jahre kamen erste kleine Rollen in Film und Fernsehen. 1990 heiratete sie den Musiker und Komponisten Draco Rosa. Ihre Rolle der „Teresa“ in Hollywood Undercover (1997) brachte ihr eine Nominierung für einen ALMA Award in der Kategorie Schauspielerin Fernsehfilm ein.
Sie wirkte in mehr als 40 Film- und Fernsehproduktionen mit. Für Draco Rosa übernahm sie die Regie bei einigen seiner Musikvideos.

## Filmografie (Auswahl)
- 1986: Miami Vice (Fernsehserie, eine Folge)
- 1988: Salsa
- 1989: Tears for Fears: Woman in Chains (Musikvideo)
- 1989: Gummibärchen küßt man nicht
- 1992: Shadow Hunter
- 1993: Judgment Night – Zum Töten verurteilt (Judgment Night)
- 1994: I’ll do anything
- 1997: Hollywood Undercover
- 2001: Der Pate von New York (Boss of Bosses)
- 2002: D-Tox – Im Auge der Angst (D-Tox)
- 2002: Showtime
- 2003: Kingpin (Miniserie, 6 Folgen)
- 2006: Dexter (Fernsehserie, 3 Folgen)
- 2007: Freedom Writers
- 2011: Schatten der Leidenschaft (The Young and the Restless, Fernsehserie, 8 Folgen)
- 2018: Replicas